# Дакар (департамент)
Дакар (фр. Dakar) — один из 45 департаментов Сенегала, самый населённый из четырёх департаментов области Дакар. Административным центром департамента является город Дакар.
Департамент разделён на четыре округа: Альмади, Гран-Дакар, Парсель-Асэнье (буквально «осушенные участки»; это самый густонаселённый округ Дакара) и Дакар-Плято (центр Дакара). Округ Дакар-Плято является историческим сердцем города, здесь расположены большинство министерств и государственных администраций. Самая густонаселённая и самая густонаселённая коммуна округа — Медина (136 697 человек) в округе Дакар-Плято. Наименьшая из них — островная коммуна Горе (1034 жителей) в том же округе.

## География
Департамент расположен на западной оконечностей полуострова Кап-Вер, омываемого Атлантическим океаном.

## Административное деление
Департамент Дакар делится на 4 округа и включает 19 коммун.
| Округ          | Население (2013) | Площадь, км² | Коммуны                                                                           |
| -------------- | ---------------- | ------------ | --------------------------------------------------------------------------------- |
| Альмади        | 211 315          | 30,1         | Мермоз-Сакре-Кёр • Нгор • Уакам • Йофф                                            |
| Дакар-Плято    | 189 486          | 14,7         | Дакар-Плято • Фан-Пуант Э-Амитье • Горе • Гёль-Тапе-Фас-Колёбан • Медина          |
| Гран-Дакар     | 306 728          | 18,9         | Бискюитери • Дьёпёль-Деркле • Гран-Дакар • Ан-Бель-Эр • Аш-Эль-Эм • Сикап-Либерте |
| Парсель-Асэнье | 438 527          | 14,7         | Канберен • Гран-Йофф • Парсель-Асэнье • Пат-д’Уа                                  |
| Всего          | 1 030 594        | 78,4         |                                                                                   |

## Население
По данным Национального агентства статистики и демографии Сенегала численность населения департамента в 2013 году составляла 1 146 053 человека.